# Юрген Клопп
Юрген Норберт Клопп (нім. Jürgen Norbert Klopp; нар. 16 червня 1967, Штутгарт, ФРН) — німецький тренер і колишній футболіст. З 8 жовтня 2015 року по травень 2024 року головний тренер англійського футбольного клубу  «Ліверпуль». Очолював німецькі клуби «Майнц 05» та «Боруссію» (Дортмунд). На чолі «Боруссії» двічі ставав чемпіоном Німеччини (2010/11, 2011/12) і двічі віцечемпіоном (2012/2013, 2013/2014), володарем Кубка Німеччини (2011/2012) та двічі (неофіційно — тричі) володарем Суперкубку Німеччини (2008, 2013, 2014). Переможець Ліги Чемпіонів 2018/19, АПЛ 2019/20, Суперкубка УЄФА та Клубного чемпіонату світу як головний тренер «Ліверпуля».

## Кар'єра
Перш ніж 2001 року Юрген Клопп очолив Майнц як тренер, він провів загалом 340 матчів як гравець. Діючи до сезону 1995-96 рр., на позиції нападника, а згодом захисника, він відзначився 52 рази у воротах суперників. Завершивши кар'єру гравця, Клопп був обраний тренером, і обіймав цю посаду протягом 8 років.
У сезоні 2005/2006 під керівництвом Клоппа «Майнц» потрапив до основної сітки змагань Кубка УЄФА, де програв «Севільї» — майбутньому переможцю змагання. Перед тим команда Клоппа здолала вірменський ФК «Міка» та ісландський «Кеплавік».
У 2007 році після невдалих виступів Майнц залишив Бундеслігу. Юрген Клопп тренував команду ще сезон, але не зміг досягти прийнятного результату — повернення клубу до провідної ліги. Тому, після сезону 2007/2008, він залишив Майнц. Трохи згодом, у травні 2008-го, Юргена Клоппа було призначено головним тренером дортмундської «Боруссії», котра в Бундеслізі сезону 2007/2008 фінішувала на невтішному 13-му місці. З «Борусією» Клопп здобув свій перший трофей — Суперкубок Німеччини («Боруссія» перемогла у фіналі Баварію з рахунком 2:1)
З 2005 по 2008 рік Клопп, як експерт, брав участь в обговореннях виступів національної збірної Німеччини на телеканалі ZDF. Після Євро 2008 на його місце в студії було запрошено Олівера Кана.
На чолі «Боруссії» двічі ставав чемпіоном (2011, 2012) і двічі віцечемпіоном (2013, 2014) Німеччини та вийшов до фіналу Ліги чемпіонів 2012/13. Покинув клуб після завершення сезону 2014/2015.
У жовтні 2015 року став головним тренером «Ліверпуля», та в сезоні 2015/2016 довів команду до фіналу Кубка Англійської Ліги, у якому «Ліверпуль» програв «Манчестер Сіті» (1:1, 1:3 по пенальті), та фіналу Ліги Європи, де Ліверпуль також програв «Севільї» (1:3). В АПЛ команда фінішувала на 8-му місці.
У сезоні 2016/2017 «Ліверпуль» фінішував 4-им в АПЛ, що дало команді право брати участь у кваліфікації до Ліги Чемпіонів, де Ліверпуль зустрівся з німецьким «Гоффенгаймом» та переміг (2:1 та 4:2), потрапивши таким чином у Груповий етап Ліги Чемпіонів. 
Наступного сезону 2017/2018 «Ліверпуль» дістався фіналу Ліги Чемпіонів, що проходив у Києві, де програв «Реалу» (1:3), та знову посів 4-те місце в АПЛ (на цей раз «Ліверпулю» не довелося проходити плей-оф до Групового етапу Ліги Чемпіонів). 
У сезоні 2018/19 «Ліверпуль» під керівництвом Юргена Клоппа знову дійшов до фіналу Ліги Чемпіонів, у якому переміг лондонський «Тоттенгем» (2:0), та посів 2-ге місце в Прем'єр-Лізі, поступившись «Манчестер Сіті».
У серпні 2019-го, «Ліверпуль» програв «Манчестер Сіті» (1:1, 4:5 по пенальті) у грі за Супекубок Англії та через 10 днів переміг лондонський «Челсі» у грі за Суперкубок УЄФА (2:2, 5:4 по пенальті), у грудні 2019-го «Ліверпуль» виграв Клубний Чемпіонат Світу, обігравши у фіналі «Фламенгу» (1:0), та вперше за 30 років (з 1990-го) виграв АПЛ, набравши 99 очок та випередивши посівший друге місце «Манчестер Сіті» на 18.
Сезон 2020/2021 команда завершила на 3-му місці в АПЛ.
Наприкінці сезону 2023/2024 Юрген оголосив, що покидає мерсисайдський клуб.

## Досягнення

### Командні досягнення
«Боруссія Дортмунд»
- Чемпіон Німеччини: 2010/11, 2011/12

- Володар Кубка Німеччини: 2011/12

- Володар Суперкубка Німеччини: 2008 (неофіційний), 2013, 2014

«Ліверпуль»
- Переможець Ліги чемпіонів: 2018/19
- Чемпіон Англійської Прем'єр-Ліги: 2019/20
- Володар Кубка Англії: 2021/22
- Володар Кубка Футбольної ліги: 2021/22, 2023/24
- Володар Суперкубка Англії: 2022
- Володар Суперкубка УЄФА: 2019

- Клубний чемпіон світу: 2019

### Персональні досягнення
«Боруссія Дортмунд»
«Ліверпуль»
- Тренер сезону Англійської Прем'єр-Ліги: 2019/20, 2021/22

- Тренер місяця Англійської Прем'єр-Ліги (10): вересень 2016, грудень 2018, березень 2019, серпень 2019, вересень 2019, листопад 2019, грудень 2019, січень 2020, травень 2021, січень 2024